# 小行星2760
小行星2760（2760 Kacha）是一颗围绕太阳公转的小行星。1980年10月8日，柳德米拉·朱拉夫寥娃在克里米亚发现了此天体。
該小行星以克里米亞自治共和國的城市卡恰命名。
这颗小行星的绝对星等为154.96980等。